# Georg Uthmann
Georg Uthmann († 1590) aus dem Geschlecht Uthmann war Professor in Leipzig, Rektor, Ratsherr und Bürgermeister in Görlitz, wo er am 3. August 1589, im Jahr vor seinem Tode, mit seinen Söhnen Georg, Hans und Franz in den ritterlichen Reichsadelstand erhoben wurde. Mitte des 16. Jahrhunderts hatte Uthmann in Görlitz zwei Mal das Rektorenamt inne, und war zwischenzeitlich Professor der Rhetorik in Leipzig. Danach war er von 1569 bis 1589 insgesamt sechsmal Bürgermeister von Görlitz, und zwar jeweils mit einer dreijährigen Zwischenzeit, in der jeweils ein anderer das Bürgermeisteramt übernahm. Aus seiner Familie wurde mindestens schon Hieronymus Uthmann († 1542) vor ihm, 1532 geadelt. Uthmann wurde von Philipp Melanchthon, Joachim Camerarius und Johannes Sturm geschätzt. Ersterer und Trozendorf waren Uthmanns Lehrer gewesen.
Georg Uthmann war Urenkel von Nikolaus Uthmann († 1482), der nach geläufiger Darstellung ein Bruder der Stammväter der Linien Schmolz, Ransern und Rathen war. Georg war verheiratet mit Sabina Schneider († 1580), Tochter Franz Schneiders. Prior (seit 1522) Christoph Uthmann war mutmaßlich sein „Patruus“ (Onkel väterlicherseits). Nach einer kurzbiografischen Darstellung im Neuen Lausitzischen Magazin hieß Georgs Vater Georg Thomas und war selbst Ratsherr in Görlitz.
Georgs Sohn Franz heiratete nach 1575 Katharina Hoffmann (* 1555 oder 1556; † 10. September 1622), eine Schwester des Bürgermeisters Sebastian Hoffmann. Katharina Hoffmann wurde auf ihrem Grabstein in Hennersdorf „in schöner Bildhauerarbeit“ als „treffliche Gattin und Mutter“ geehrt. Außer Franz Uthmann ist kein weiterer Ehemann Katharinas überliefert.